# Sants Metges de Marçà
Sants Metges de Marçà és una capella de Castellfollit de Riubregós (Anoia) inclosa a l'Inventari del Patrimoni Arquitectònic de Catalunya.

## Descripció
És una petita capella de planta rectangular sense absis. Té un portal adovellat i un petit campanaret d'espadanya al mur de ponent. Al mur de migdia hi ha dos contraforts en forma de talús.

## Història
Potser era Sant Pere i Sant Esteve de Mafrà que consta el 1196 can depenen del monestir de Santa Maria del Priorat.